# Antica Dolceria Bonajuto
A Antica Dolceria Bonajuto é uma fábrica de chocolate fundada em Modica em 1880, conhecida por ser a mais antiga da Sicília e uma das mais antigas da Itália.

## Historia

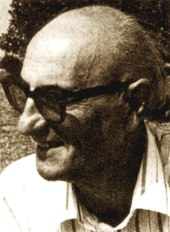
Gesualdo Bufalino.

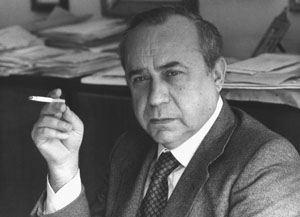
Leonardo Sciascia.

Em 1820, Vincenzo Bonajuto morreu prematuramente deixando dez filhos e o mais velho Francesco Ignazio investiu a propriedade herdada em uma série de atividades comerciais.
Os Bonajuto eram, na primeira metade do século 19, vendedores de gelo na área do atual Livre consórcio municipal de Ragusa. Algumas vicissitudes os levaram a se dedicar à área de pastelaria, com maior foco no setor do chocolate.
Federico Bonajuto, hijo de Francesco Ignazio Bonajuto, em 1853 comprou um lagar para moer o habas de cacau e fazer a masa amara em seu laboratório de nombre dialéctico "Fattojo del ciccolatte", mientras en 1880 Francesco Bonajuto fundó el local actual pero con el nombre de Caffè Roma, lugar de encuentros de inspiración socialista, que se convirtió en Antica Dolceria Bonajuto em 1992.
A partir dos princípios dos anos 90 em Modica, a empresa promoveu o turismo gastronômico a nível nacional e internacional. trazendo a tradição do chocolate de Modica, latente naqueles anos, para as glórias do passado.
A lo largo de los años muitos foram frequentadores ilustres da loja de chocolates, Entre eles estão: o escritor, jornalista e crítico de arte Leonardo Sciascia, seu amigo e colega Gesualdo Bufalino (vencedor do Prêmio Strega em 1988); o intelectual e escritor Raffaele Poidomani, o ator Alessandro Quasimodo, filho do ganhador do Prêmio Nobel modicano Salvatore Quasimodo e o historiador Giuseppe Barone.
A loja de chocolates também foi visitada pelo jornalista New York Times Raymond Walter Apple Jr. em 1999, depois de sua viagem na Sicília, e pela correspondente do Wall Street Journal Frederika Randall, que vive na Itália desde 1986. Em 2002, a jornalista americana entrevistou o proprietário Franco Ruta no local.

## Reconhecimentos
Em 1911, os chocolates de Francesco Bonajuto ganharam a medalha de ouro na Exposição Universal de Torino (1911) que foi organizada juntamente com outras exposições nacionais, como as de Roma (onde Bonajuto foi premiado) e Firenze.
Em 2014, a empresa foi incluída pelo "Il Sole 24 Ore" entre 10 empresas italianas centenárias que "melhoram a economia italiana no mundo".

## Chocolate de Modica

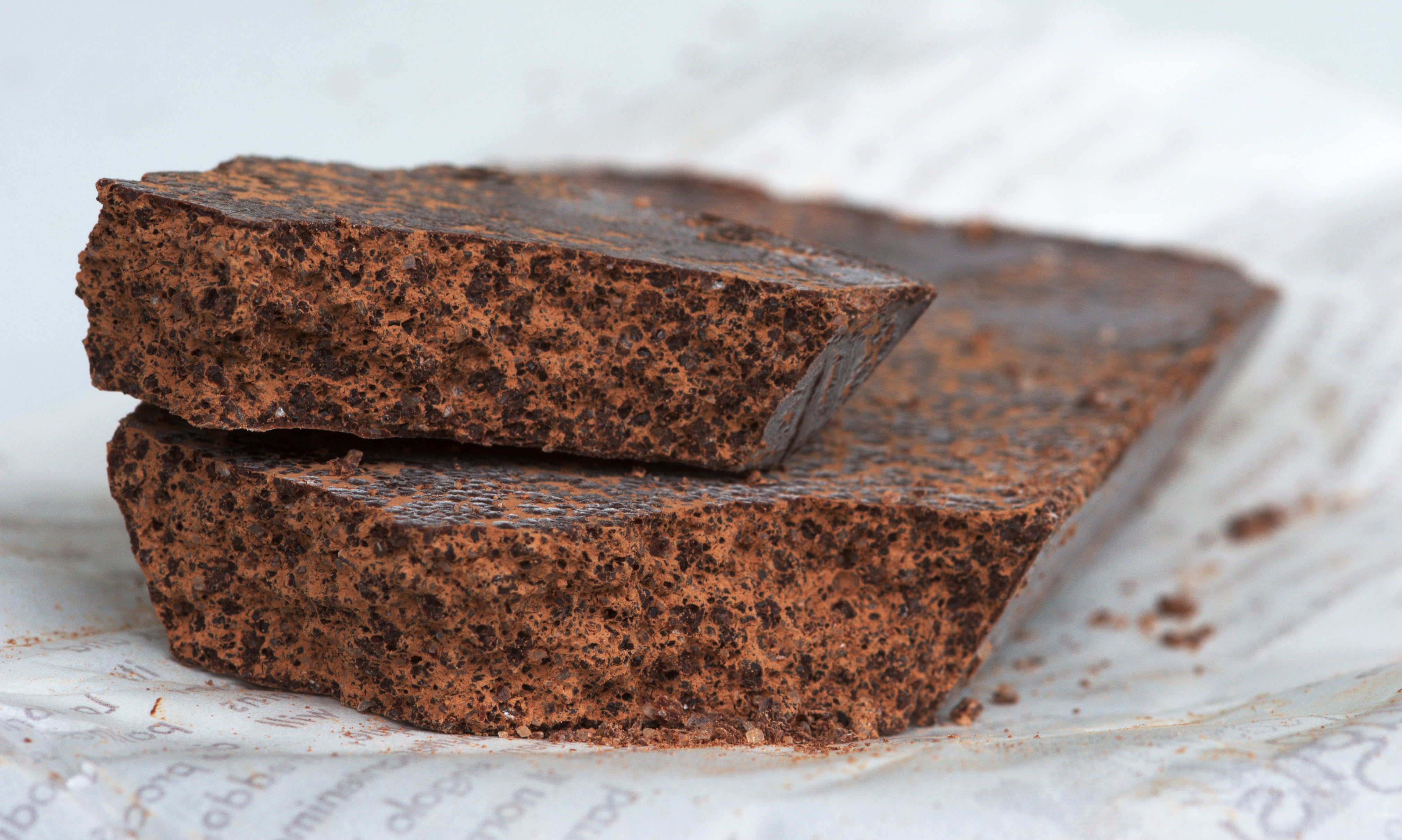
Chocolate de Modica.

O chocolate de Modica, principal produto das "dolcerie" da cidade, é obtido pelo processamento "frio" (aproximadamente a 40°) do chocolate (que não derrete o açúcar), que obteve o reconhecimento IGP (Indicação geográfica protegida) dá a União Europeia.
A origem do produto remonta ao século XVII siglo, ao período da Sicília española después de que los europeos descubrieron a técnica de trabajar el chocolate por los Aztecas.
O chocolate se consolidou no tecido social na segunda metade do século XIX também graças ao avanço da indústria alimentícia, que tornou o produto acessível também às classes menos favorecidas.
O produto Modica é fabricado hoje com a ajuda de máquinas modernas que respeitam as regras impostas.